# Honda Ridgeline
Le Honda Ridgeline est un pick-up commercialisé par Honda en Amérique du Nord. Lancé en mars 2005, il a été fabriqué à Alliston, Ontario au Canada jusqu'en 2009.
Le Ridgeline n'est pas commercialisé en Europe et n'est pas non plus diffusé au Japon.